# Teréz Karacs
Teréz Karacs (Pest, 18 aprile 1808 – Békés, 2 ottobre 1892) è stata una scrittrice, educatrice e attivista ungherese.
Guidò uno dei primi movimenti femministi nel suo paese ed è una delle scrittrici più importanti della letteratura ungherese moderna. Pioniera dell'educazione per le donne, nel 1846 fondò la Scuola di grammatica Ilona Zrínyi.

## Biografia
Seconda di sei figli, nacque dalla femminista Eva Takacs e dall'intagliatore e ingegnere Ferenc Karacs. Frequentò la scuola elementare a Pest dal 1814 al 1819, poi proseguì gli studi da autodidatta, prendendosi anche cura dei suoi fratelli minori. Nel 1824 compì un viaggio di 10 mesi a Vienna, città che avrebbe ispirato molto la giovane in seguito.
In un'epoca in cui le scrittrici professioniste erano rare in Ungheria, Karacs pubblicò poesie, indovinelli, racconti e molto altro, diventando una delle figure più importanti della scena letteraria ungherese, contribuendo inoltre a molte riviste di letteratura. Fra il 1838 e il 1844 si mantenne lavorando come governante presso alcune famiglie aristocratiche, pur continuando la sua carriera da scrittrice. In seguito avrebbe sposato la causa femminista come sua madre, battendosi soprattutto per l'equità scolastica fra ragazzi e ragazze e sostenendo l'autonomia economica delle donne nubili.
La contessa Blanka Teleki, che apparteneva a una nobile famiglia con possedimenti nel comitato di Szatmár, chiese a Karacs di dirigere una scuola per ragazze nobili. La scrittrice non fu d'accordo inizialmente, tuttavia appoggiò l'iniziativa di Blanka e propose come dirigente della scuola al suo posto Klara Leövey.
Fra il 1846 e il 1859 diresse una sua scuola a Miskolc che contava 4 insegnanti donne e che offriva un ciclo di 3 anni insegnando ungherese, tedesco, cucito, aritmetica e pulizie di casa. In questo periodo Karacs supportò la sua comunità fornendo giornali rivoluzionari ai lavoratori di Diósgyőr prima della rivoluzione ungherese del 1848. Nel 1853 pubblicò una raccolta di brevi racconti romantici, mentre fra il 1865 e il 1877 lavorò come insegnante privata a Budapest. La sua notorietà le valse numerose richieste, come l'invito a insegnare al nipote di Luigi Filippo di Francia, alla scuola calvinista di Miskolc e alla Scuola di grammatica "Ilona Zrínyi", dove lavorò fino al 1859. Nel 1877 si trasferì a Kiskunhalas per avvicinarsi alla famiglia. Negli anni '80 dell'Ottocento furono pubblicate le sue memorie nei giornali, che riscossero il plauso della critica. Morì a Békés il 2 ottobre del 1892.

## Retaggio culturale
La scuola di grammatica da lei fondata è ancora operante. Nel 1993 è stata pubblicata una biografia su di lei.
Nel 1985 una scuola ungherese la ha omaggiata dedicandole il proprio nome: Karacs Teréz Középiskolai Leánykollégium.